# Джемма Бідсворт
Джемма Бідсворт  (англ. Gemma Beadsworth; нар. 17 липня 1987, Перт, Австралія) — австралійська ватерполістка, олімпійська медалістка.

## Виступи на Олімпіадах
| Олімпіада   | Дисципліна | Місце |
| ----------- | ---------- | ----- |
| Пекін 2008  | водне поло | 3     |
| Лондон 2012 | водне поло | 3     |